# Larissa Berguen
Larissa Berguen (rus: Лари́са Абра́мовна Бе́рген)  (Astanà, 22 de setembre de 1949 - Moscou, 7 d'abril de 2023) fou una jugadora de voleibol kazakh que va competir per la Unió Soviètica durant la dècada de 1970.
El 1976 va prendre part en els Jocs Olímpics de Mont-real, on va guanyar la medalla de plata en la competició de voleibol.
En el seu palmarès també destaca la medalla d'or a la Copa del Món de voleibol de 1973 i al Campionat d'Europa de voleibol de 1971 i 1975. A nivell de clubs jugà amb l'ADK d'Almati (1966-1971) i el Dinamo de Moscou (1971-1978). Amb el Dinamo guanyà quatre lligues soviètiques (1972, 1973, 1975 i 1977) i quatre Copes d'Europa de voleibol (1972, 1974, 1975 i 1977).